# Расові класифікації
Расові класифікації — спроби науково обґрунтовано згрупувати людське населення згідно антропологічним особливостям індивідуумів, що мають найбільшу частотність прояву в певних географічних регіонах (історичних ареалах). Класифікації відрізняються як за принципами побудови, так і за залученими даними, що покладені в основу систематизації. В антропологічній літературі такі спроби займали значне місце в наукових дослідженнях. Важливими проблемами расових класифікацій залишаються об'єктивність, повнота охоплення, точність виокремлення, ієрархічне положення окремих груп.

## Види
Практично всі схеми расових класифікацій обов'язково виділяють мінімум три великі раси: монголоїдів, негроїдів і європеоїдів. Хоча назви цих груп можуть варіюватись залежно від підходів (наприклад, азійська, екваторіальна та кавказоїдна). Іноді в якості великих рас виділяють також австралоїдів, американоїдів (індіанців), койсаноїдів (бушмени і готтентоти), океаноїдів (полінезійці), курильську расу (айни) і лапоноїдів (саами).
Різноманітні расові класифікації будуються за двома різними підходами:
- Закритий (за наперед чітко визначеним набором расових ознак) — застаріла систематика, останньою найбільш розробленою була схема польського антрополога Яна Чекановського.
- Відкритий (використання різних расових ознак для виокремлення різних рас),
  - схема виділення невеликої групи великих рас,
  - докладна схема виділення різноманітних малих рас, антропологічних типів і підтипів у кожній великій групі.

Всередині відкритих класифікацій виділяють два підходи: типологічний (за антропоморфними ознаками представників) та популяційний (враховує географічні ареали та генетичні зв'язки між популяціями).

## Перші спроби

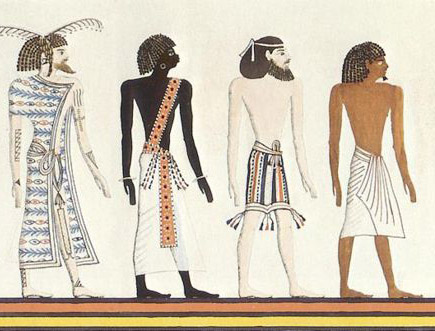
Фрески з могили фараона Сеті I

Антропологічні відмінності різних народів, що населяють різні території помічались ще в давнину, свідоцтвом тому слугують фрески Стародавнього Єгипту та Межиріччя, де чітко означені антропологічні риси різних народів: лівійців, нубійців, кушитів тощо. Для облич вояків відомої теракотової армії китайського імператора Ши Хуанді майстри використовували 6 антропологічних шаблонів, яким надавали незначних особистих рис.
У біблійних текстах, спільних для аврамічних релігій сучасності (юдаїзму, християнства, ісламу) людська різноманітність пояснюється походженням народів від різних синів Ноя — найстаршого Сима (бронзовошкірі), Яфета (світлошкірі) і молодшого Хама (темошкірі). Таке традиційне трактування увійшло в термінологію систематики груп людста різних наукових дисциплін (лінгвістики, антропології, етнології тощо) на різних етапах їхнього становлення.

## Класифікації закритого типу
Першу наукову класифікацію людських рас запропонував 1684 року французький мандрівник Франсуа Берньє у листі «Новий поділ Землі за різними людськими видами або расами, що її населяють» до Французької академії наук. Він розподілив усі відомі на той час народи планети до 4 груп: європеоїди з американоїдами, негроїди, монголоїди та лаппоноїди. 1714 року шведський систематик живої природи Карл Лінней у праці «Система природи» для виду Homo sapiens описав 4 географічні його варіанти: американський, азійський, африканський і європейський. Саамів він, за браком антропологічних даних, виокремив поза системою. У такій системі Лінней для ознак окремих груп використовував не лише суто біологічні, фенотипові ознаки, але й психічні (темперамент) і культурно-етнографічні (одяг, побут). Так корінних американців він вважав холериками, азіатів — меланхоліками, африканців — флегматиками, європейців — сангвініками.

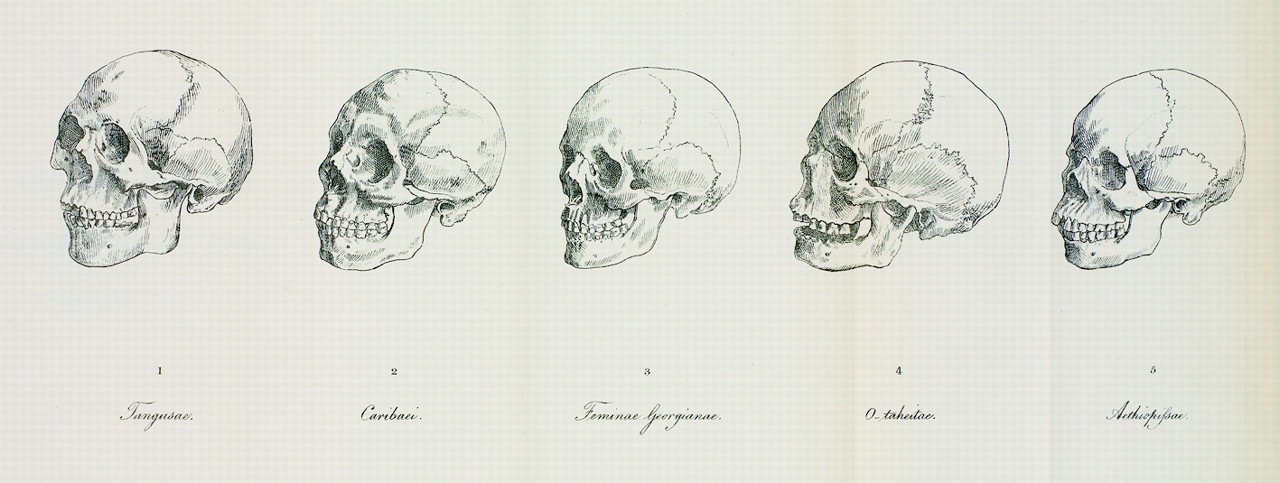
Черепи 5 рас з праці Блюменбаха

1718 року француз Жорж Бюффон та німець Йоганн Блуменбах розвинули систематику Карла Ліннея, додавши дві додаткові раси й доповнивши ідею розвитку окремих рас з єдиного центру (Кавказ) через розселення і пристосування до різних кліматичних умов. Блуменбах також уперше запропонував використовувати дані антропологічної краніології для розбудови системи географічних рас людського виду.
- кавказька (європейці, західні азіати, північні африканці);
- ефіопська (темношкірі африканці);
- малайська (індокитайці та населення островів Тихого океану);
- монгольська (населення Східної Азії, ескімоси і саами);
- американська (індіанці).

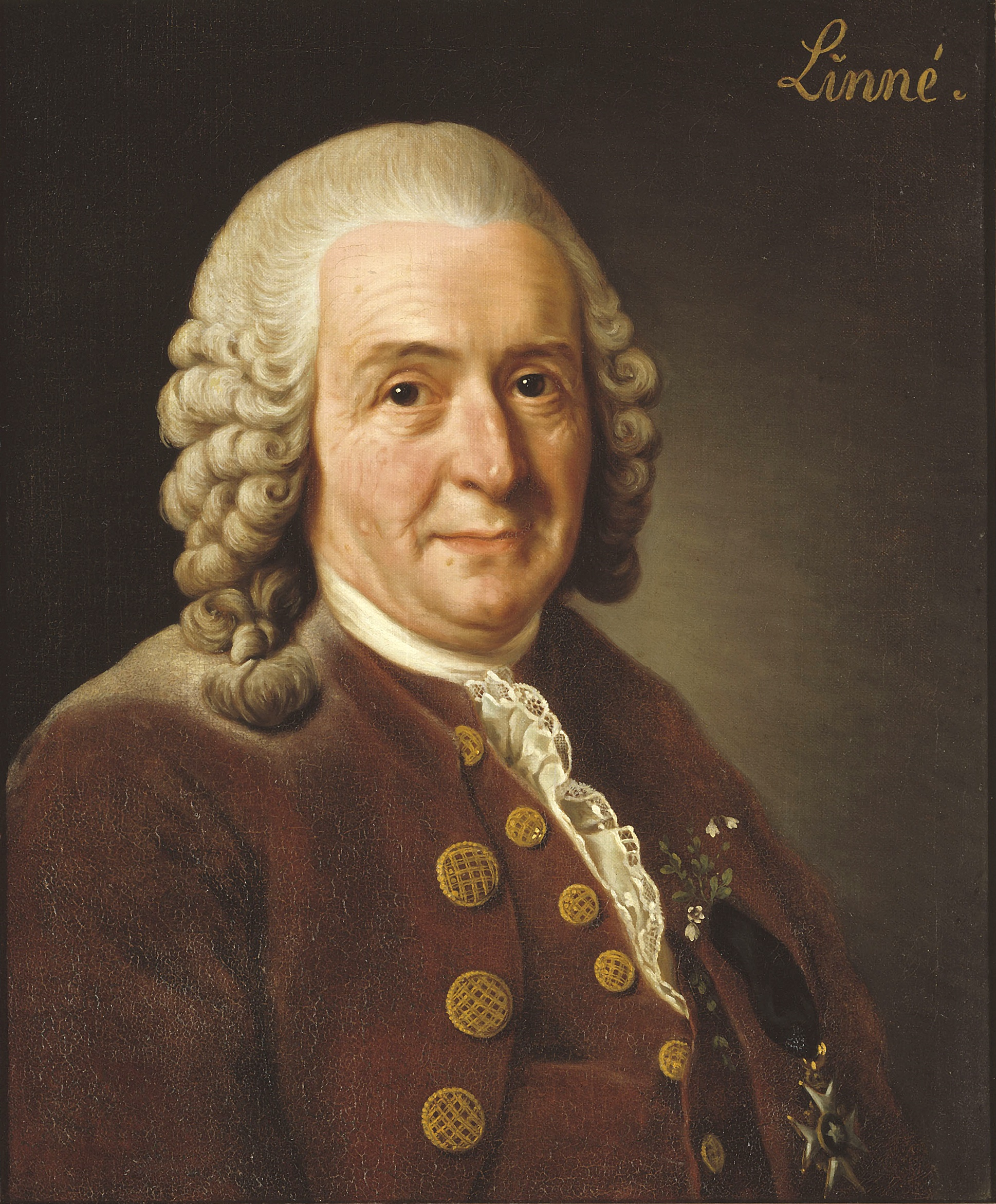
Жорж Бюффон
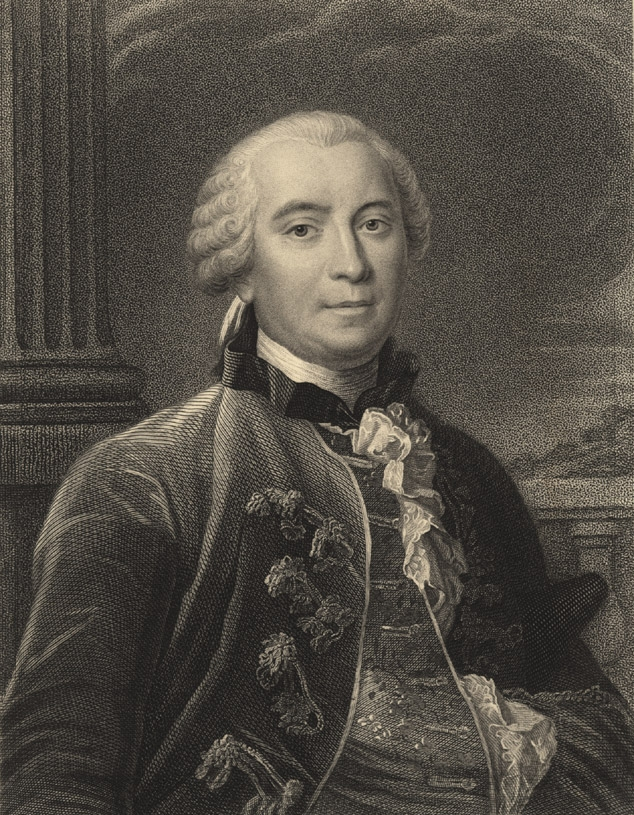
Карл Лінней
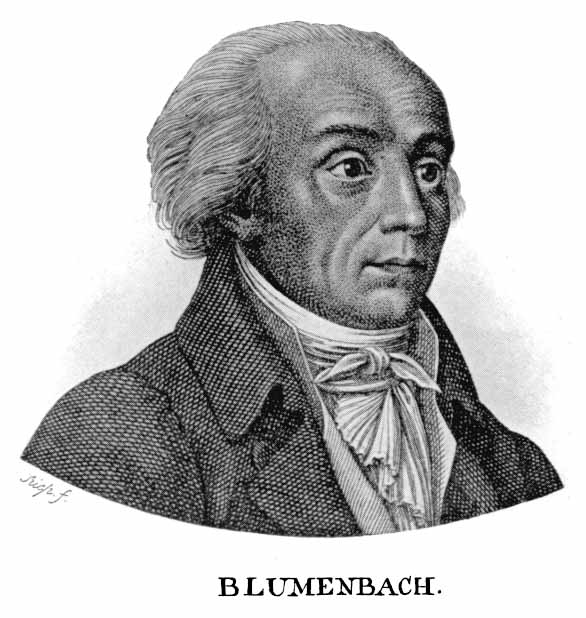
Йоганн Блуменбах
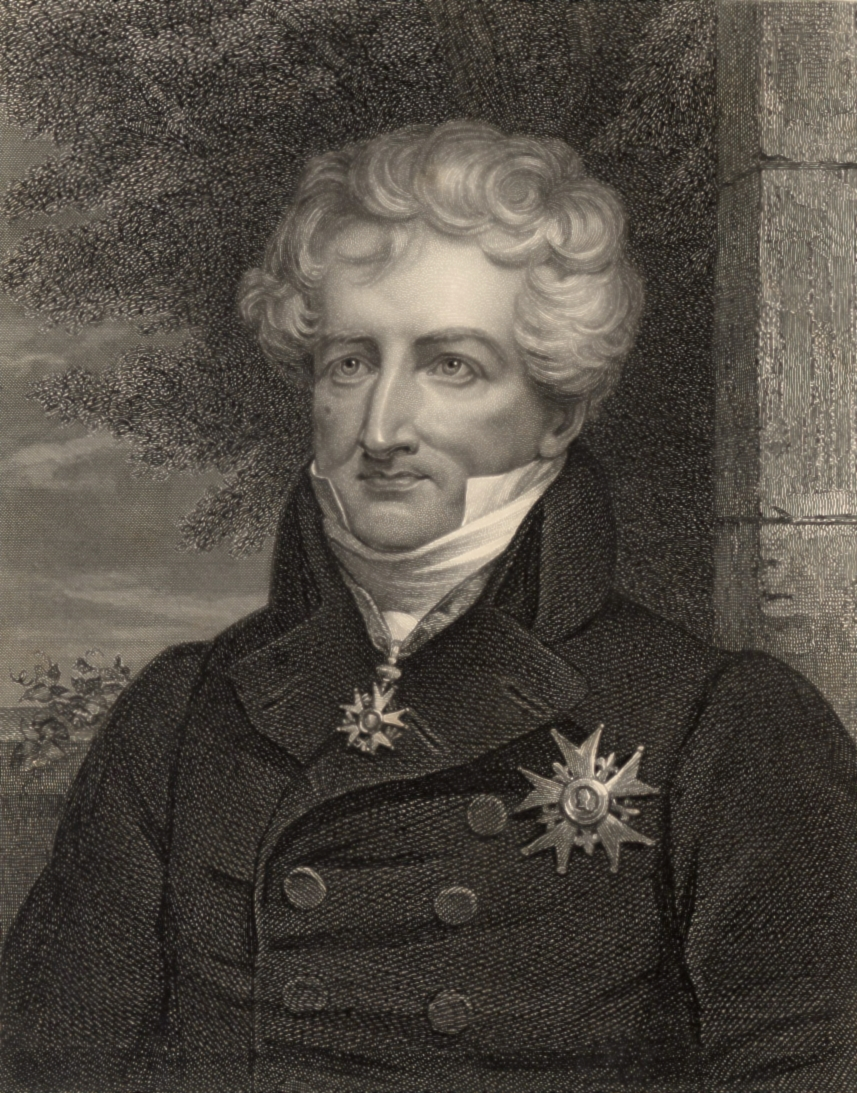
Жорж Кюв'є
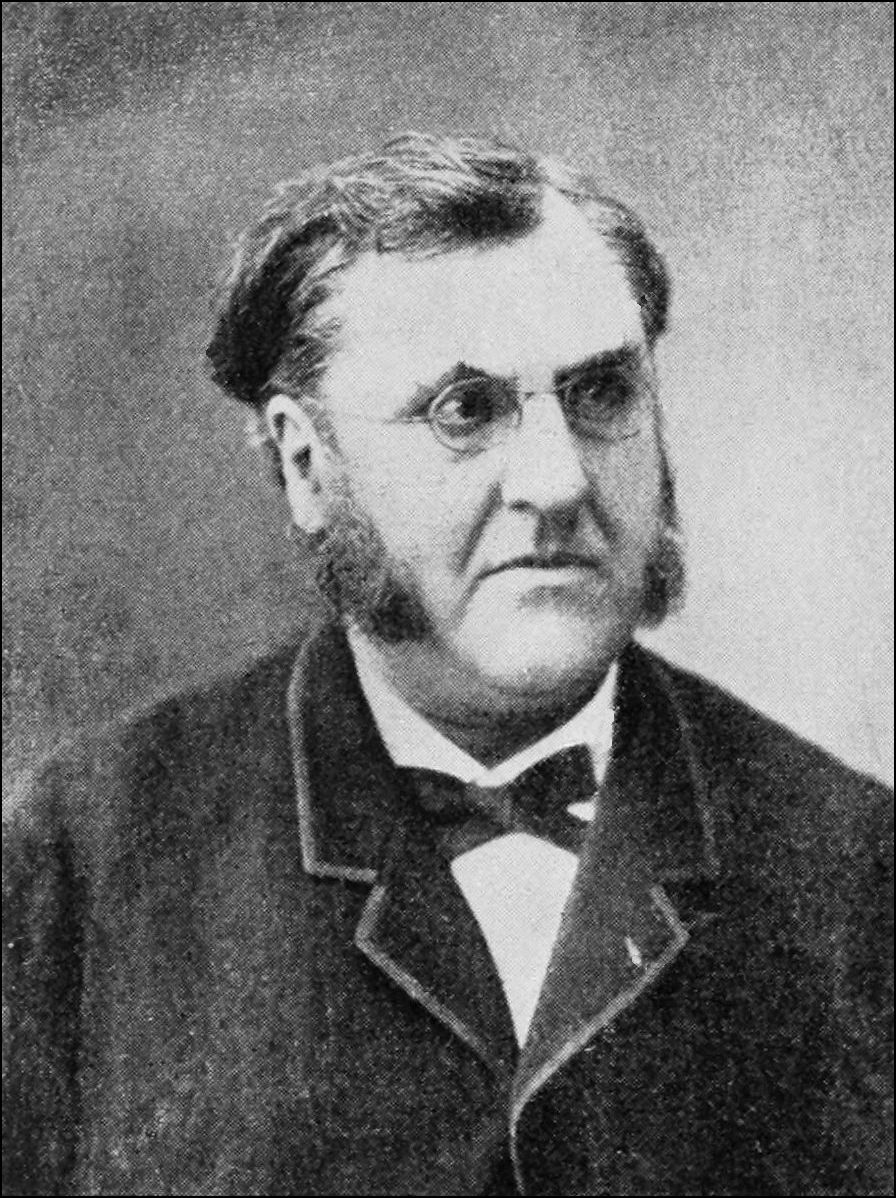
Поль Топінар

У XIX столітті расові класифікації ускладнювалися і доповнювалися. У межах великих рас стали виділятися малі, але ознаками такого виділення здебільшого слугували етнографічні матеріали (особливості культури і мова). 1800 року французький натураліст Жорж Кюв'є поділив усе людство на 3 раси за кольором шкіри: білі, чорні, жовті. У класифікації іншого француза Борі де Сен-Вінсана 1825 року виділялось окремо людських види: Homo aethiopicus, H. australasicus, H. neptunianus. 1844 року шведський натураліст Андрес Ретциус розробив власну класифікацію людських рас за такими антропометричними покажчиками як головний покажчик (доліхо-, мезо-, брахікранний) та виступання обличчя від вертикальної площини (про-, мезо-, ортогнатизм). За набором таких покажчиків він виділив 4 головні раси людства. 1885 року французький антрополог Поль Топінар доповнив класифікацію Кюв'є параметром ширини носа: європейці світлошкірі й вузьконосі, азіати жовтошкірі й середньоносі, африканці темношкірі й широконосі. Український етнограф і антрополог Михайло Максимович поділяв усе людство на 4 великі раси: кавказьку, негрську, монгольську й американську. Найбільш розробленою класифікацією закритого підходу вважається схема польського антрополога Яна Чекановського.

## Класифікації відкритого типу

### Типологічні класифікації

#### Денікера

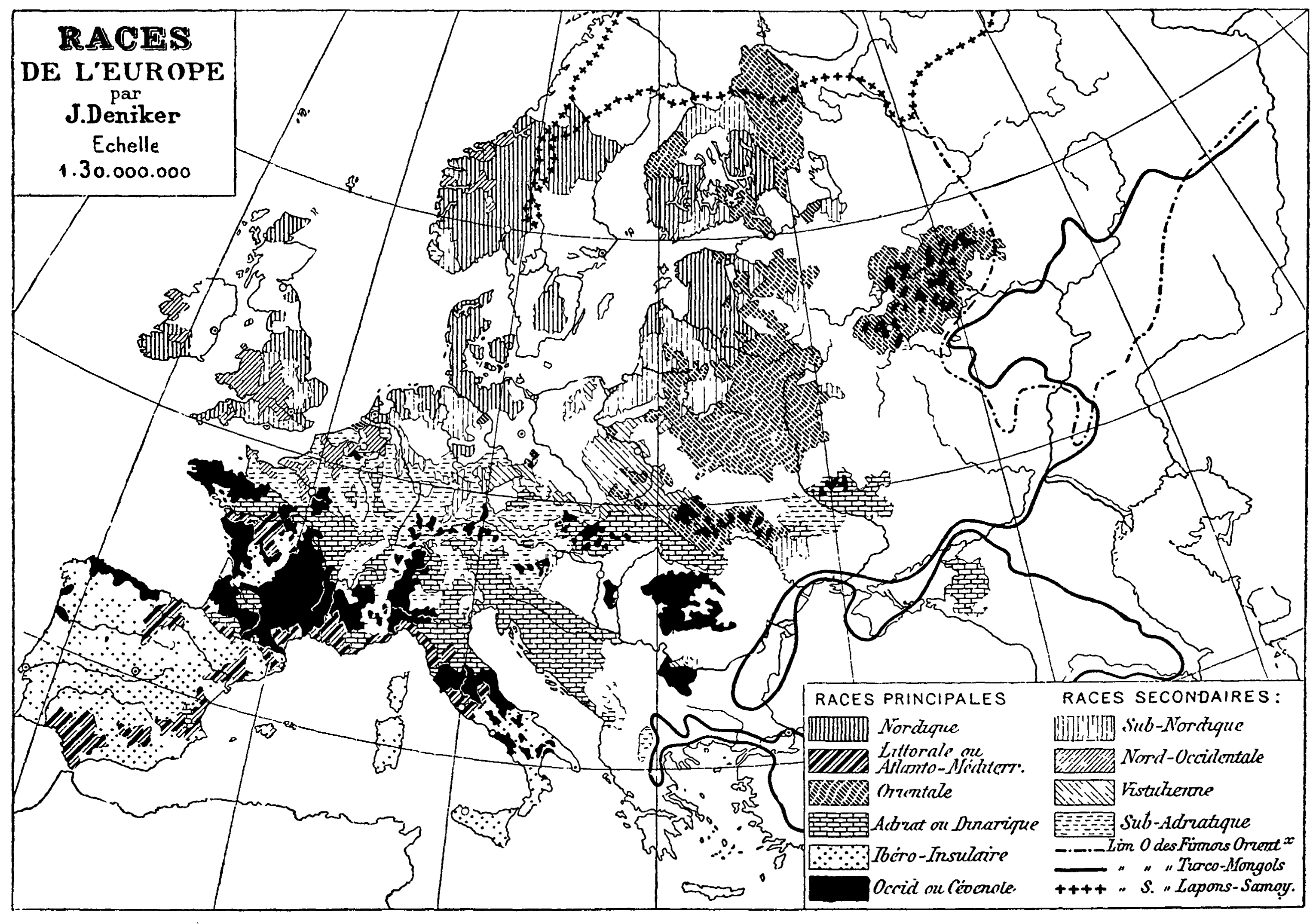
Карта Денікера «Раси Європи», 1899 рік

Французький антрополог Йосип Єгорович Денікер (1889—1902) дослідив велику кількість антропологічного матеріалу, що дозволило йому на основі глибокої практики 1900 року розробити власну расову систему, використовуючи морфологічний критерій, але абстрагуючись від окремих тонкощів індивідуальностей. Це була перша суто біологічна класифікація географічних рас людей. Денікер виділив спочатку 6 основних рас, а потім доповнив їх 29 другорядними підрасами, таким чином уперше застосувавши дворівневу класифікацію:
- Група А. Шерстоподібне волосся, широкий ніс (бушмени, негритоси, негри, меланезійці).
- Група B. Звивисте волосся (ефіопи, австралійські аборигени, дравіди, ассирійці).
- Група C. Хвилясте темне волосся і темні очі (індійці, афганці, іранці, араби, бербери, іберійці, середземноморці).
- Група D. Хвилясте, чи пряме світле волосся і світлі очі (північні й східні європейці).
- Група E. Пряме, чи хвилясте темне волосся і темні очі (полінезійці, індонезійці, айни, індіанці Латинської Америки).
- Група F. Пряме волосся (індіанці Північної Америки, патагонці, лопарі, туранці, монголоїди, фіно-угорці, єнісейці).

#### Джиуффріда-Руджері
Італійський антрополог Вінченцо Джуффріда-Руджері (1872—1922) в своїх працях 1910—1917 років вважав людство «збірною солянкою» з 8 відмінних «елементарних видів» із сучасним таксономічним рангом не нижче за підвид та їхньою мішанкою різного ступеня метисації. Серед видів він виділяв варіанти, які, у свою чергу, підрозділялись на підваріанти (часто дорівнюючи невеликим народам і племенам). У сучасній концепції расознавства заперечення викликає надмірна дискретність такого «людства», бо раси не мають чітких меж, а є спільнотою популяцій з набором біологічних ознак різного ступеня «типовості».
- Homo sapiens australis (австралійці, тасманійці, ведди, меланезійці).
- H. s. pygmeus (негритоси, негріллі, бушмени і готтентоти).
- H. s. indo-africanus (індійці, ефіопи).
- H. s. niger (негри).
- H. s. americanus (індіанці).
- H. s. asiaticus (монголоїди).
- H. s. oceanicus (полінезійці, айни).
- H. s. indoeuropaeus (європеоїди).

#### Айкштедта
Класифікація німецького антрополога Егона фон Айкштедта (1892—1965) 1934 року.
|                 | Лейкодерми (світлошкірі)                                 | Ксантодерми (жовтошкірі) | Меланодерми (темношкірі)                                                                                       |
| --------------- | -------------------------------------------------------- | --- | --- |
| Кола рас        | Європіди (депігментовані північні, центральні, південні) | Монголіди (сибіриди, тунгіди, палеомонголіди (південно-східні азіати) | Негриди (ефіопи, саваніди (суданці, нілоти, банту)) палеонегріди (мешканці гірських областей Тропічної Африки) |
| Бічні гілки     | Полінезіди                                               | Індіаніди (північні низькорослі (пацифіди, централіди) та високорослі (сильвіди, маргіди), південні низькорослі (андіди, патагоніди) та високорослі (бразиліди, лагіди)) | Меланезіди (індо-, нео- та палеомеланезіди)                                                                    |
| Перехідні форми | Айнуїди                                                  | Койсаніди | Австраліди |
| Своєрідні форми | Веддіди                                                  | Ескіміди | Пігміди |

#### Дебеца
Деревоподібна схема радянського антрополога Г. Ф. Дебеца 1958 року з переплетеними гілками з різного таксономічного рангу рас найбільш точно відображає історичний розвиток, розходження (ізоляція) й зближення (метисація) різних груп популяцій між собою.
- Негро-австралоїдна велика раса
  - Африканська гілка
    - Бушменська раса (бушменський і готтентотський типи);
    - Негрільська раса;
    - Нілотська раса;
    - Суданська раса (тропічний і суданський типи);
    - Південноафриканська раса;
    - Ефіопська раса, перехідна, поєднується з південною гілкою європеоїдів.

  - Океанійська гілка
    - Айнська раса;
    - Веддійська раса (зондський і декканський типи);
    - Австралійська раса;
    - Тасманійська раса;
    - Меланезійська раса (новокаледонський, меланезійський і папуаський типи);
    - Негритосська раса (філіппінський, малаккський і андаманський типи);
    - Південноіндійська раса, перехідна, поєднується з південною гілкою європеоїдів.
- Європеоїдна велика раса
  - Північна гілка
    - Північноєвропейська раса;
    - Балтійська раса (східнобалтійський і біломорсько-камський типи);
    - Урало-лаппоїдна раса (лаппоїдний, передуральський, уральський і єнісейський типи), перехідна, поєднується з азійською гілкою великої монголоїдної.

  - Центральна гілка, перехідна, поєднується з північною і південною гілками;
    - Центральноєвропейська раса (кавказький, динарський, норикський, валдайський, альпійський і карпатський типи);
    - Понтійська раса (понтійський і північнопонтійський типи);
    - Атлантична раса.

  - Південна гілка
    - Індо-афганська раса (півнчіноіндійський, гіндукуський і паміро-ферганський типи);
    - Передньоазійська раса;
    - Середземноморська раса.
- Монголоїдна велика раса
  - Азійська гілка
    - Сибірська підгілка
      - Центральносибірська раса;
      - Південносибірська раса;
      - Байкальська раса.

    - Центральноазійська підгілка
      - Тибетська раса.

    - Тихоокеанська підгілка
      - Далекосхідна раса (корейський, північнокитайський і японський типи);
      - Південноюкагірська раса;
      - Полінезійська раса (новозеландський і гавайський типи).

  - Американська гілка
    - Арктична раса (камчатський, алеутський і ескімоський типи), перехідна, поєднується з азійською гілкою;
    - Північноамериканська раса (тихоокеанський і атлантичний типи);
    - Середньоамериканська раса (каліфорнійський, андський і амазонський типи);
    - Патагонська раса (патагонський і вогнеземельський типи).

### Популяційні класифікації

#### Біасутті
Італійський антрополог Ренато Біасутті в своїй праці «Раси і народи Землі» (італ. Le razze e i popoli della terra) 1960 року виділяв більше 50 малих людських рас, які групував у 4 великі раси двох антропологічних стовбурів людства. Окремими групами він виділив субекваторіальні та раси американського континенту й Тихого океану.
Екваторіальний надрасовий стовбур
- Австралоїди
  - Австраліди (австралійська, тасманійська та новокаледонська раси)
  - Папуасіди (папуа-меланезійська, папуа-гірська раси і тапіро)
  - Веддіди (веддська та малійська раси)
- Негроїди
  - Стеатопігіди (бушменська, готтентотська і прибережна раси)
  - Пігміди (бамбуті й бабінга)
  - Негріди (суданська, нілотська, кафрська, дикунська, бантуська, аета-семанзька і андаманська раси)

Бореальний надрасовий стовбур
- Монголоїди
  - Премонголіди (палеосібірська, тибетська і пунанська раси)
  - Монголіди (тунгуська, китайська й південномонгольська раси)
  - Ескіміди (ескімоська й аляскська раси)
- Європеоїди
  - Преєвропіди (айнська і уральська раси)
  - Європіди (середземноморська, нордична, іранська, індійська, альпійська, балтійська, адріатична й памірська раси)
  - Лапіди (лопарська раса)

Субекваторіальні раси
- - Палеоіндіди (тамільська і малабарська раси)
  - Ефіопіди (ефіопська, сахарська і мадагаскарська раси)

Тихоокеанські і американські раси
- - Полінезіди (полінезійська, мікронезійська раси і маорі)
  - Американіди (аллеганійська, дакотська, алеутська, сонорська, пуебло-андська, амазонська, лагоанська, пампаська і магелланська раси)

#### Рогінського і Левіна
Спрощена класифікація рас радянських антропологів Якова Рогінського і Максима Левіна 1963 року представляє три великі раси й перехідні метисації між ними, проміжні раси.
- Євразійська велика раса (атланто-балтійська, біломорсько-балтійська, кавказо-балканська, середньоєвропейська та індо-середземноморська раси).
  - Перехідні ефіопська і південноіндійська раси.
- Екваторіальна велика раса (бушменська, негрільська, негрська, веддоїдна, австралійська і меланезійська раси).
  - Перехідні курильська і полінезійська раси.
- Азійсько-американська велика раса (північно- і південноазійська, далекосхідна, арктична і американська раси).
  - Перехідні (до євразійської великої раси) уральська і південносибірська раси.

#### Алексєєва
Класифікація російського антрополога Валерія Алексєєва 1972 року.
- Західний євро-африканський стовбур
  - Європеоїдна гілка
    - Балтійська раса (західно-, східнобалтійська і лапоноїдна групи популяцій);
    - Центральноєвропейська перехідна раса (центрально-східноєвропейська і західноєвропейська групи популяцій);
    - Середземноморська раса (західносередземноморська, балкано-кавказька, передньоазійська і індо-афганська групи популяцій).

  - Негроїдна гілка
    - Південноіндійська раса;
    - Ефіопська раса;
    - Негрська раса (суданська і східноафриканська групи популяцій);
    - Центральноафриканська раса;
    - Південноафриканська раса.

  - Австралоїдна гілка
    - Андаманська раса;
    - Континентальна негритоська раса;
    - Філіппінська негритоська раса;
    - Австралійська раса;
    - Тасманійська раса;
    - Меланезійська раса;
    - Полінезійська перехідна раса;
    - Айнська перехідна раса
- Східний амеро-азійський стовбур
  - Американоїдна гілка
    - Північноамериканська раса (тихоокеанська і атлантична групи популяцій);
    - Латиноамериканська раса (каліфорнійська, центральноамериканська, андська, амазонська, вогнеземельська і патагонська групи популяцій);

  - Азійська гілка
    - Південномонголоїдна раса (континентальна і острівна групи популяцій);
    - Східномонголоїдна раса (далекосхідна і амуро-сахалінська групи популяцій);
    - Арктична раса (континентальна і острівна групи популяцій);
    - Тибетська перехідна раса;
    - Сибірська раса (центрально- і північноазійська групи популяцій);
    - Південносибірська раса (алтай-саянська, тяньшаньська і казахстанська групи популяцій);
    - Уральська раса (західносибірська і передуральська групи популяцій).

#### Бунака
Деревоподібна схема радянського антрополога Віктора Бунака 1980 року поєднує в собі історичний аспект спорідненості людських рас та їхнє географічне поширення. У такій схемі окремі малі раси об'єднуються в гілки, а гілки в 4 стовбури, що відповідають 4 типовим великим людським расам.
- Тропічний стовбур
  - Африканська гілка (нілоти, суданці, негріллі, гвінейці, бушмени);
  - Океанійська гілка (папуаси, меланезійці, тасманійці, негритоси).
- Південний стовбур
  - Континентальна гілка (веддоїди, бадарійці);
  - Давньоіндонезійська гілка (австралійці, полінезійці, індонезійці, курильці).
- Східний стовбур
  - Сибірська гілка (самодійці, евенки, монголи, тюрки, арктичні сибірці, ескімоси);
  - Уральська гілка;
  - Південноазійська гілка (китайці, мяо-яо, в'єтнамо-кхмерці, японці);
  - Американська гілка (тихоокеанські, атлантичні, центральноамериканські, амазонські та андські індіанці, неоарктиди, патагонці);
- Західний стовбур
  - Європейська гілка (лопарі, карпатці, балти, центрально-східноєвропейці, атлантиди, центрально-західноєвропейці);
  - Середземна гілка (каспійці, кавказці, понтійці, ферганці, індо-іранці, семіто-аравійці, сиріце-загросці);
  - Середземноморська гілка (балканці, лігурійці, нижньодунайці, іберійці);
  - Кушитська гілка (ефіопи, бербери).

#### Чебоксарова
Класифікація російського антрополога Миколи Чебоксарова 1988 року намагалась враховувати історичний час формування різних популяцій та процеси метисації між ними. Ще 1951 року він виділив 3 великі людські раси й 22 малі раси меншого порядку. Пізніше він розділив екваторіальну групу на океанійську та африканську групи. Спеціально виокремив перехідні групи метисації між ними.
- Екваторіальні негроїдні древні раси (африканські): негри, негріллі, бушмено-готтентоти.
- Екваторіальні австралоїдні древні раси (океанійські): веддоїди, папуаси і меланезійці, австралійці, негритоси, айни.
  - Перехідні групи: південноіндійці (рання перехідна), ефіопи (рання перехідна), західні суданці (рання перехідна), мішані групи Судану (середньовічна перехідна), американські мулати (пізня перехідна), південноафриканські «кольорові» (пізня перехідна).
- Європеоїдні древні раси (євразійські): північні, південні й перехідні.
  - Перехідні групи: уральці (рання перехідна), південносибірці (середньовічна перехідна), мішані групи Середньої Азії (середньовічна перехідна), мішані групи Сибіру (пізня перехідна), американські метиси (пізня перехідна).
- Монголоїдні древні раси (азійсько-американські): континентальні, арктичні, тихоокеанські (східноазійські) й американські.
  - Перехідні групи (з екваторіальними расами): південноазійська (рання перехідна), японці (рання перехідна), полінезійці з мікронезійцями (рання перехідна), східноіндонезійська (середньовічна перехідна), мальгаші (середньовічна перехідна).

#### Абдушелішвілі
Радянський антрополог Малхаз Абдушелішвілі 1990 року запропонував досить докладні й точні визначення окремих расових категорій. Найбільші підрозділи — континентальні раси, які поділяються на локальні різновиди, які, в свою чергу, на антропологічні типи, типи можуть мати окремі варіанти. Найдрібнішою категорією виступають різновиди варіантів.
- Західний (Євроафриканський) расовий стовбур
  - Австралійська раса
    - Андаманський різновид (андаманський тип)
    - Негритоський різновид (континентальний і філіппінський типи)
    - Австралоїдний різновид (австралійський тип)
    - Меланезійський різновид (меланезійський тип)
    - Тасманійський різновид (тасманійський тип)
    - Полінезійський (перехідний) різновид (полінезійський тип)
    - Айнський (перехідний) різновид (айнський варіант)

  - Африканська раса
    - Негрський різновид (суданський і східноафриканські типи)
    - Центральноафриканський різновид (центральноафриканський тип)
    - Південноафриканський різновид (південноафриканський тип)
    - Ефіопський (перехідний) різновид (ефіопський тип)

  - Європейська раса
    - Північноєвропейський різновид (західно-, східнобалтійський і лапоноїдний типи)
    - Центральноєвропейський різновид (західно- і центрально-східноєвропейський типи)
    - Південноєвропейський (індо-середземноморський) різновид (індо-євразійський, переднєазійський, східно- і західносередземноморський)
    - Південноіндійський (перехідний) різновид (палео- і мезоіндійській типи)
- Східний (Азійсько-американський) расовий стовбур
  - Азійська раса
    - Південномонголоїдний різновид (острівний і континентальний типи)
    - Східномонголоїдний різновид (амуро-сахалінський, далекосхідний, арктичний, острівний і континентальний типи)
    - Уральський (перехідний) різновид (субуральський, західносибірський, сибірський, північно- і центральноазійський типи)
    - Південносибірський (перехідний) різновид (казахстанський, алтає-саянський і притяньшаньський типи)
    - Тибетський (перехідний) різновид складається з єдиного тибетського типу

  - Американська раса
    - Північноамериканський різновид (атлантичний і тихоокеанський типи)
    - Центрально-американський різновид (каліфорнійський, центральноамериканський, андський, амазонський, патагонський і вогнеземельський типи)

#### Дубова
У сучасній класифікації російського антрополога Олександра Дубова 2003 року відроджена концепція італійця Джиуфріда-Руджері про окремі підвиди людини розумної на базі накопичених за століття наукових даних. Географічні раси в такій класифікації виступають таксономічним рангом нижче, як популяційні ареали. Окрім того виділяються як типові раси для підвидів, так і перехідні (метисні) на межах ареалів.
- Тропічний підвид (негроїдний)
  - Первинні раси: койсанська, негрильська, негрська.
  - Метисні раси: сахельська (ефіопська) і папуасько-меланезійська (новогвінейська).
- Південний підвид (веддо-австралоїдний)
  - Первинні раси: веддоїдна і австралоїдна.
  - Метисні раси: дравідійська і полінезійська.
- Західний підвид (європеоїдний)
  - Первинні раси: північна і південна (середземна).
  - Метисні раси: середньоєвропейська і уральська.
- Східний підвид (монголоїдний)
  - Первинна раса: монголоїдна.
  - Метисні раси: південномонголоїдна, американоїдна і південносибірська (туранська).